# Chongzhen
Chongzhen (ur. 6 lutego 1611, zm. 25 kwietnia 1644) – szesnasty, ostatni cesarz Chin z dynastii Ming.
Był synem cesarza Taichanga. Na tron wstąpił po śmierci brata w 1627. Próbował wzmocnić władzę dynastii Ming, jednakże w tych planach przeszkodziła rebelia chłopska dowodzona przez Li Zichenga. Kiedy wojska Li wkroczyły do Pekinu, Chongzhen zbiegł z Pałacu Cesarskiego do parku Jingshan, gdzie się powiesił.